# Restless (álbum)
Restless é o quarto álbum de estúdio da cantora Sara Evans, lançado em 19 de Agosto de 2003.
| Críticas profissionais                                                      | Críticas profissionais |
| Avaliações da crítica                                                       | Avaliações da crítica  |
| Fonte                                                                       | Avaliação              |
| --------------------------------------------------------------------------- | ---------------------- |
| allmusic                                                                    | [ 2 ]                  |
| Esta tabela precisa de ser acompanhada por texto em prosa. Consulte o guia. |                        |

## Faixas
1. "Rockin' Horse" (Sara Evans, Matt Evans, Marcus Hummon) — 3:58
2. "Backseat of a Greyhound Bus" (Chris Lindsey, Hillary Lindsey, Aimee Mayo, Troy Verges) — 5:33
3. "Restless" (Jeremy Stover, Willie Mack) — 4:14
4. "Niagara" (S. Evans, Holly Lamar, Verges, Gauch) — 5:34
5. "Perfect" (S. Evans, Tom Shapiro, Tony Martin) — 4:01
6. "Need to Be Next to You" (Diane Warren) — 4:29
7. "To Be Happy" (William Crain, Kevin Fisher) — 3:51
8. "Tonight" (Troy Johnson, Bonnie Baker) — 5:26
9. "Otis Redding" (Angelo, Verges, H. Lindsey) — 4:38
10. "Feel It Comin' On" (S. Evans, Hummon, Darrell Scott) — 3:03
11. "I Give In" (S. Evans, Hummon) — 4:52
12. "Big Cry" (Angelo, Brett James, H. Lindsey) — 3:18
13. "Suds in the Bucket" (Billy Montana, Tammy Wagoner, Jenai) — 3:47

## Desempenho nas paradas musicais
| Parada musical (2003/2004)      | Posição |
| ------------------------------- | ------- |
| Estados Unidos - Country Albums | 3       |
| Estados Unidos - Billboard 200  | 20      |